# Inkey József
Báró pallini Inkey József Antal (Pest, 1871. május 15. – Iharosberény, 1945. május 19.) nagybirtokos főnemes, költő, tartalékos huszárfőhadnagy, politikus, országgyűlési képviselő, főrendiházi tag.

## Élete
Az tekintélyes római katolikus Zala megyei nemesi származású pallini Inkey család sarja. Apja, báró pallini Inkey István (1842–1905), földbirtokos, anyja, báró vásárosnaményi Eötvös Jolán (1847–1919) asszony volt. A házaspár elsőszülött gyermekeként született a fővárosban. Apai nagyszülei báró pallini Inkey József (1813-1900) táblabíró, országgyűlési képviselő és gróf németújvári Batthyány Gabriella (1819-1845) voltak. Anyai nagyszülei vásárosnaményi báró Eötvös József (1813–1871) jogász, vallás- és közoktatásügyi miniszter és barkóczi Rosty Ágnes Katalin Anna (1825–1913) voltak. Öccse, báró pallini Inkey Pál (1876–1942) országgyűlési képviselő, a magyar főrendiház örökös tagja, felsőházi tag, földbirtokos volt.
Középiskoláit Nagykanizsán végezte, majd a Budapesti Tudományegyetemen hallgatott jogot. Tanulmányutakat tett Németországban, Franciaországban, Angliában és Olaszországban, valamint Észak-Amerikában. Tanulmányai elvégzése után Somogy vármegye szolgálatába lépett, 11 éven keresztül működött a közigazgatási pályán, előbb központi aljegyzőként, majd pedig tiszteletbeli főszolgabíróként. 1901-ben a csurgói kerület országgyűlési képviselőjévé választották a Szabadelvű Párt színeiben, de 1904-ben eredeti pártját elhagyva a Függetlenségi Párthoz csatlakozott. Egészen 1910-ig képviselősködött, amikor is visszavonult a politikai élettől és visszavonult iharosberényi birtokaira gazdálkodni. 1905-től tagja volt Somogy vármegye törvényhatósági bizottságának is. A király császári és királyi kamarási címmel tüntette ki. Az első világháborúban tartalékos huszárfőhadnagyként vett részt, ezután 1927-es létrejöttétől egészen annak megszűnéséig tagja lett a Felsőháznak.
Politikai működésén felül is szerepelt a közéletben, fiatalabb korában különböző szépirodalmi műveket írt, melyek irodalmi hetilapok és napilapok hasábjain meg is jelentek, versei külön nyomtatásban is megjelentek. Tevékeny részese volt továbbá a szövetkezeti mozgalomnak, különös tekintettel a hitelszövetkezetekre, A Magyar Földhitelintézet felügyelőbizottságának tagja is volt.

## Házassága és leszármazottjai
- Első gyermeke: báró Inkey Horváth József (1906-1988); neje: Horváth Lenke (1920-1984) gyermekei:
- báró Inkey Horváth József Márton (1938-2004)
- báró Inkey Horváth Tamás (1940-)
- baroness Inkey Horváth Veronika (1942-1944)
- baroness Inkey Horváth Tünde Erzsébet (1958-) férje: Bálint Zoltán (1948-) gyermekeik: 1. Baloghné Inkey-Bálint Rita (1982-) férje: Balogh Pál (1981-) gyermek: Inkey-Balogh Lenke (2017-)  2. Inkey-Bálint Melinda Katinka (1986-) gyermekei: Inkey-Jimenez Antónió (2016-) és Inkey-Jimenez Annabella (2016-)

1908. november 18-án Budapesten feleségül vette gróf nagyapponyi Apponyi Terézia (*1874.–†Budapest, 1928. november 2.) kisasszonyt, akinek a szülei gróf nagyapponyi Apponyi Lajos, és gróf Seherr-Thoss Margit asszony voltak. báró Inkey József és gróf Apponyi Terézia frigyéből három fiúgyermek született:
- báró Inkey Lajos József István László (1909–1944); neje: Eber Amália
- báró Inkey Péter Antal József Lajos (1911–1996); neje: csantavéri Törley Lívia (1923–?)
- báró Inkey Béla József István Lajos (1913–1918)